# نیولتون (لوئیزیانا)
نیولتون (به انگلیسی: Newellton) شهری در ایالت لوئیزیانا کشور ایالات متحده آمریکا است که جمعیت آن در سرشماری سال ۲۰۱۰ میلادی، ۱٬۱۸۷ نفر بوده‌است.

## نگارخانه

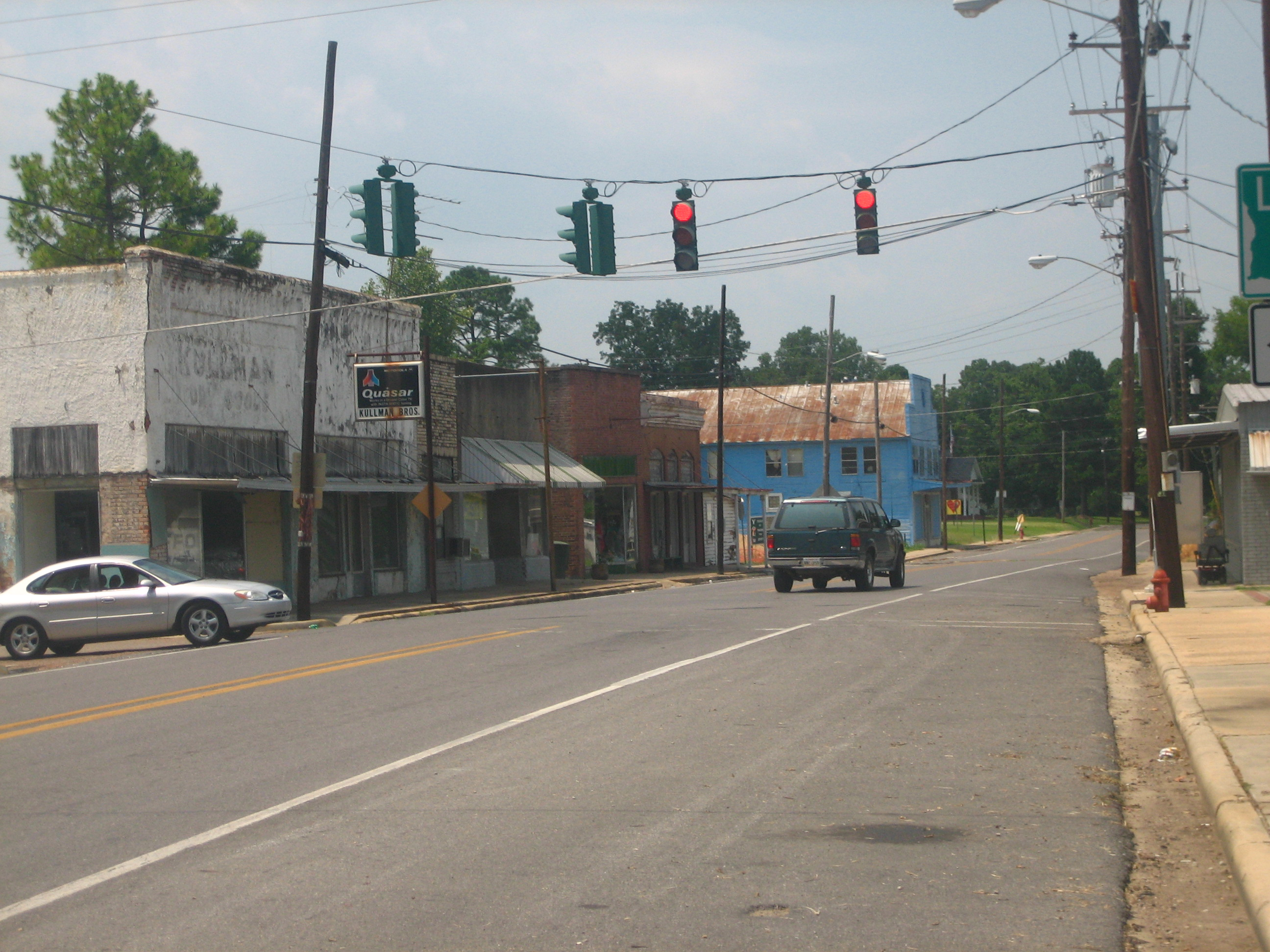
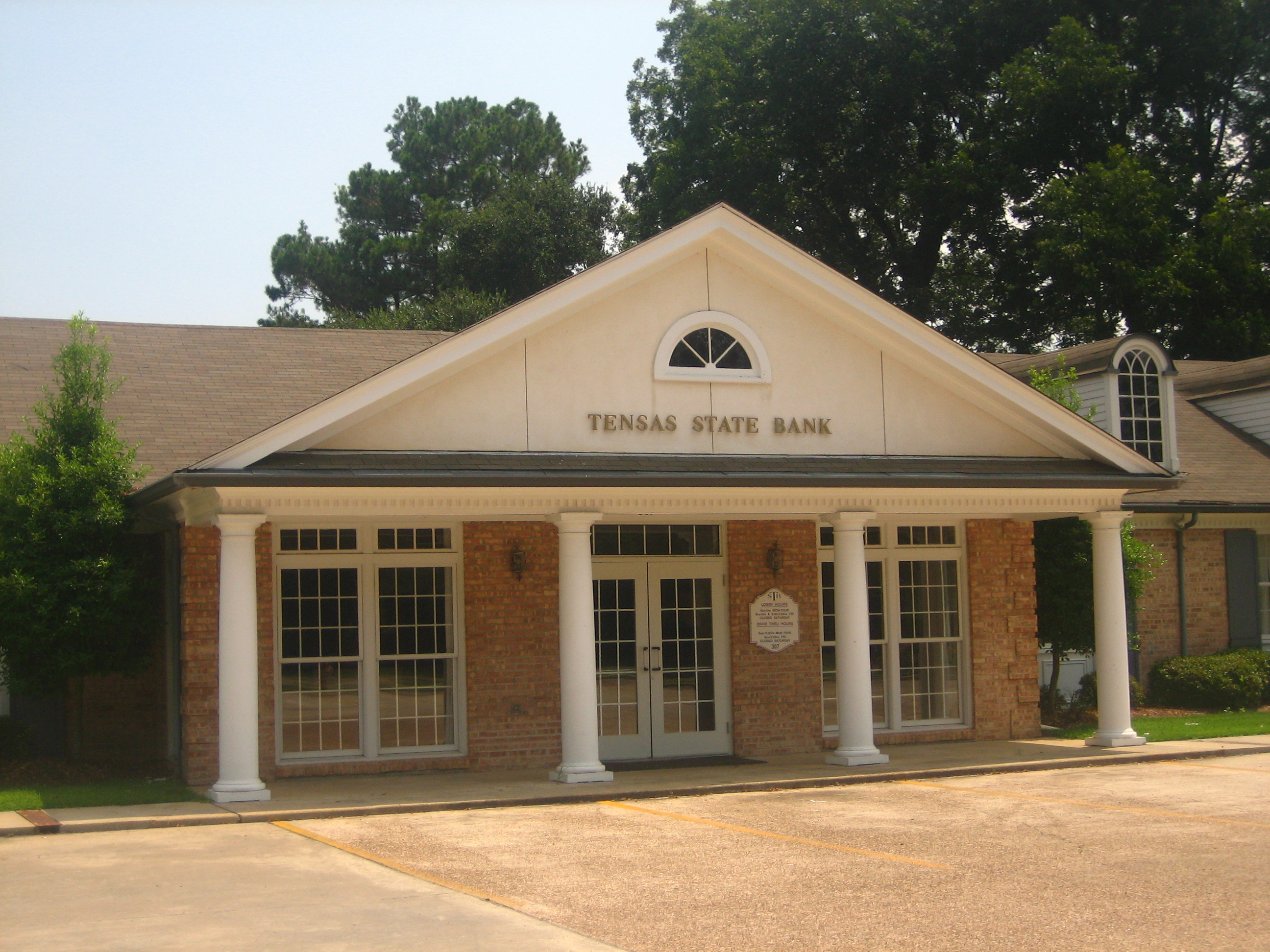
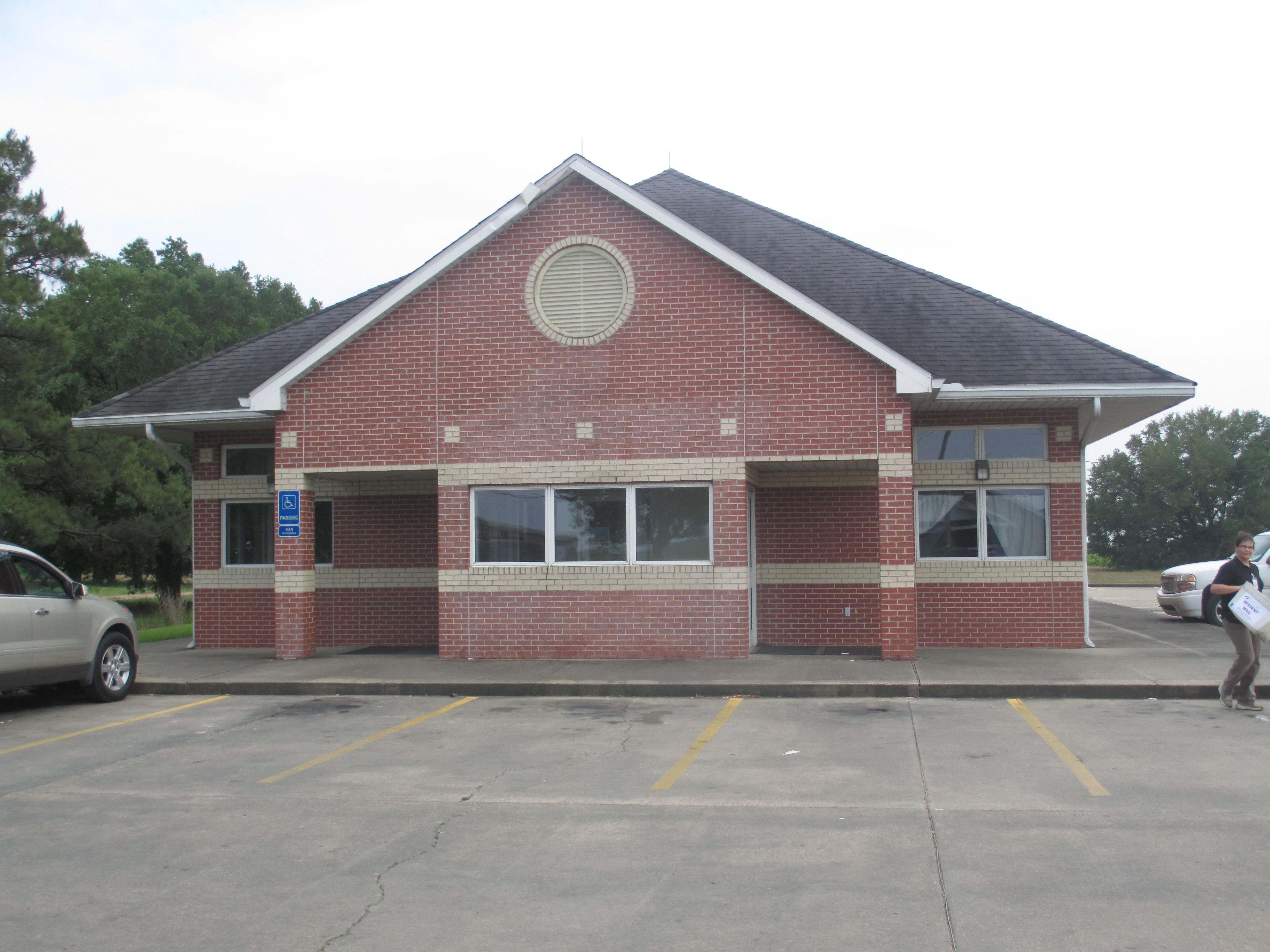
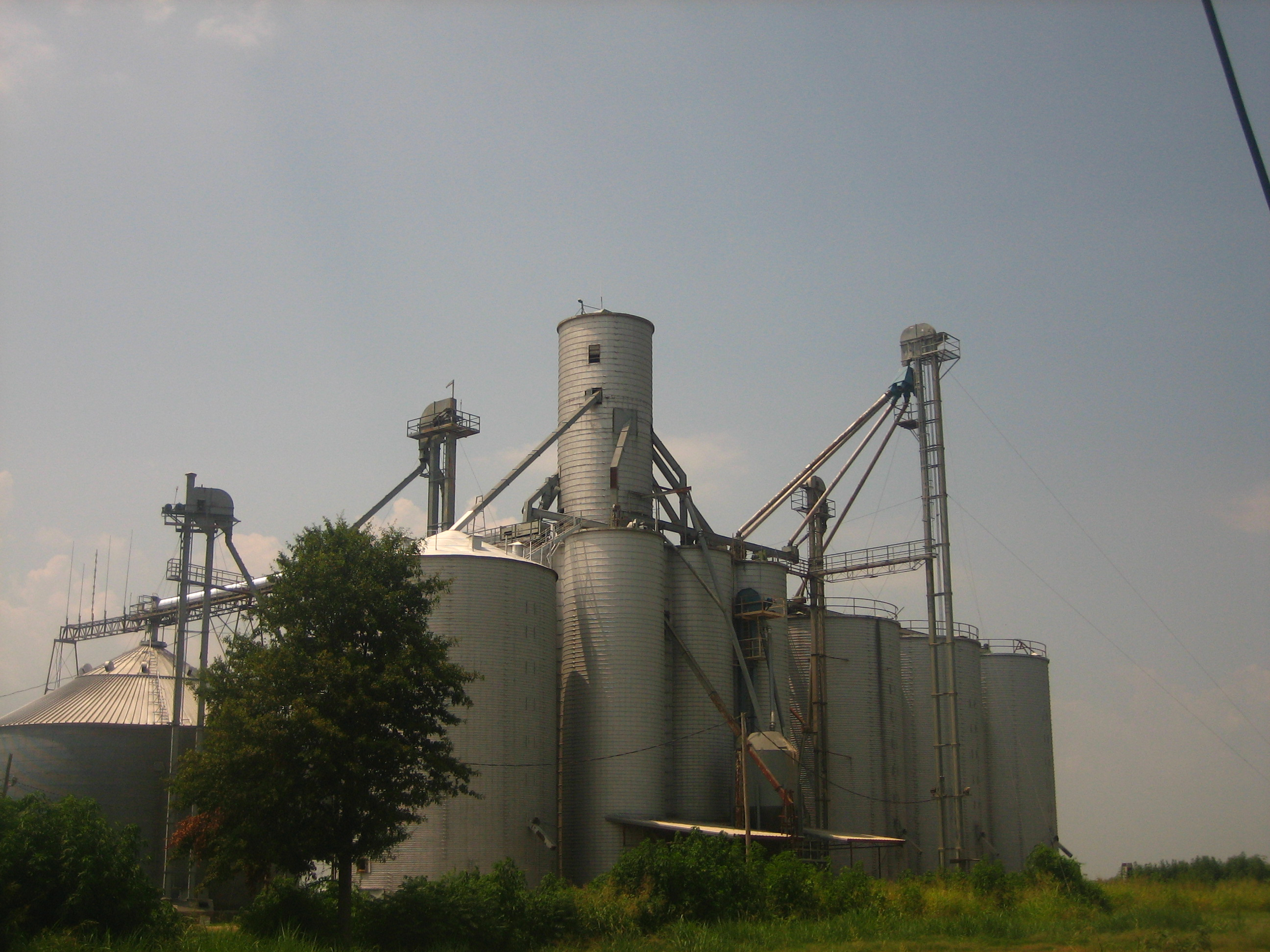
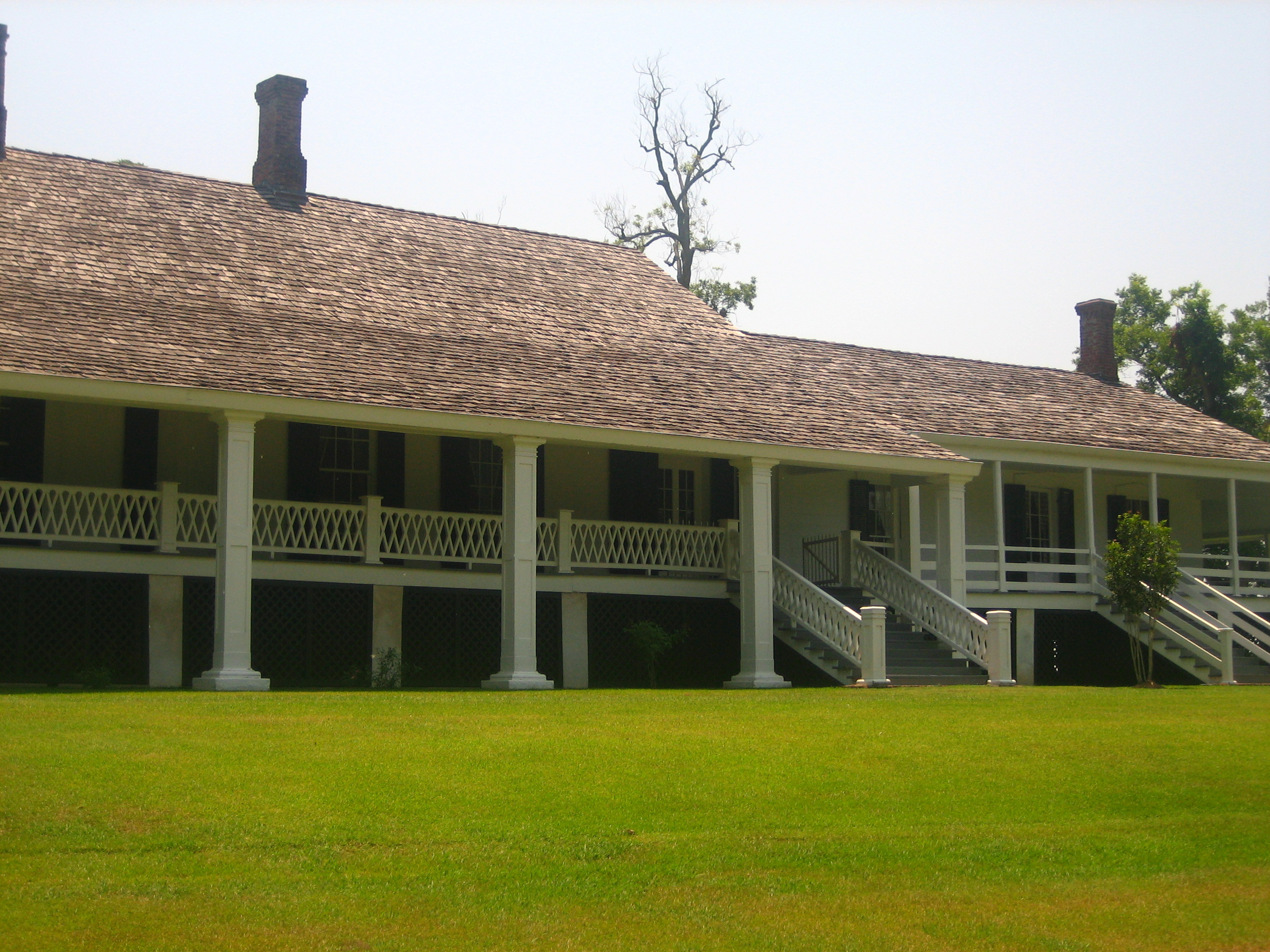
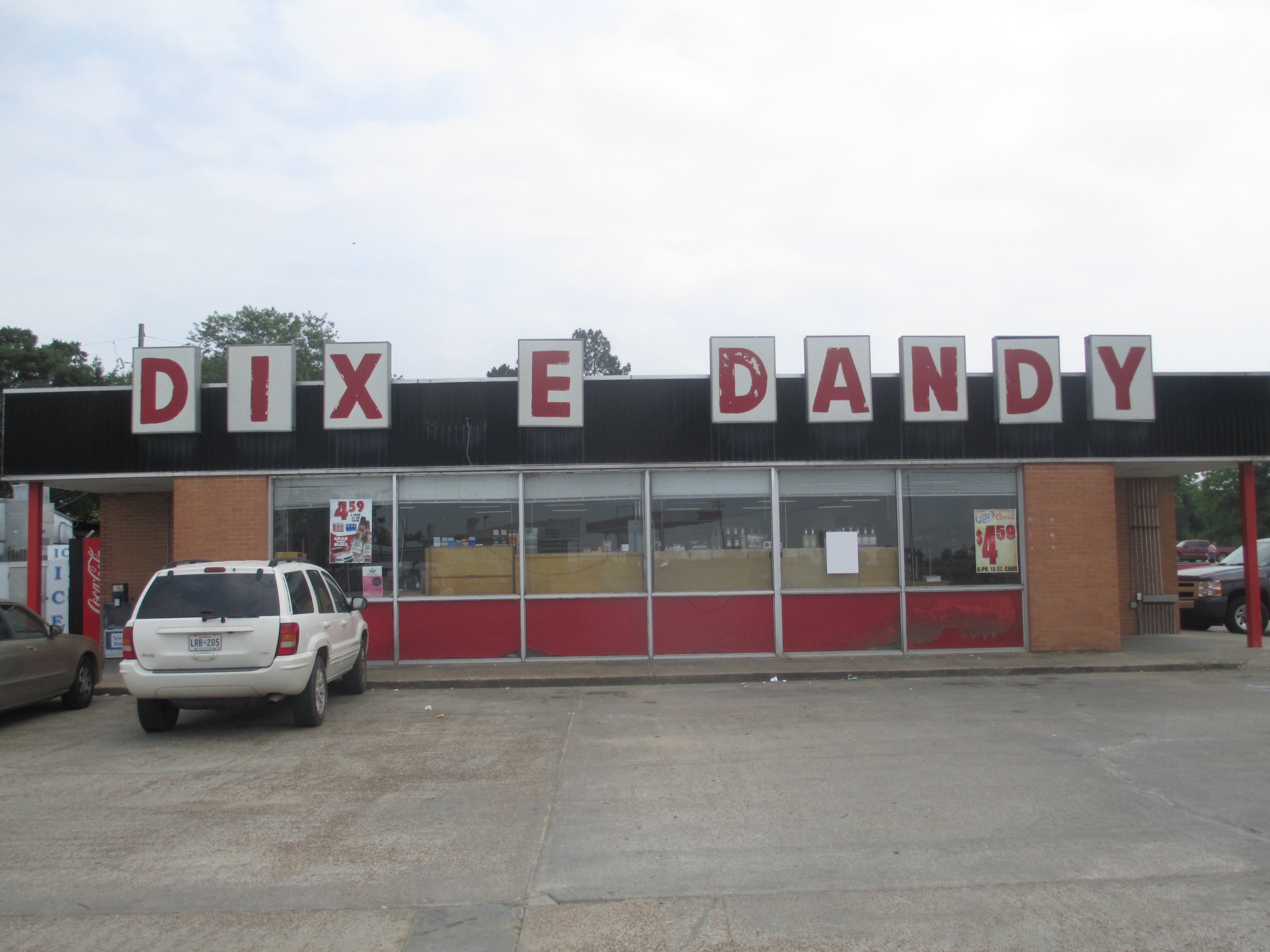
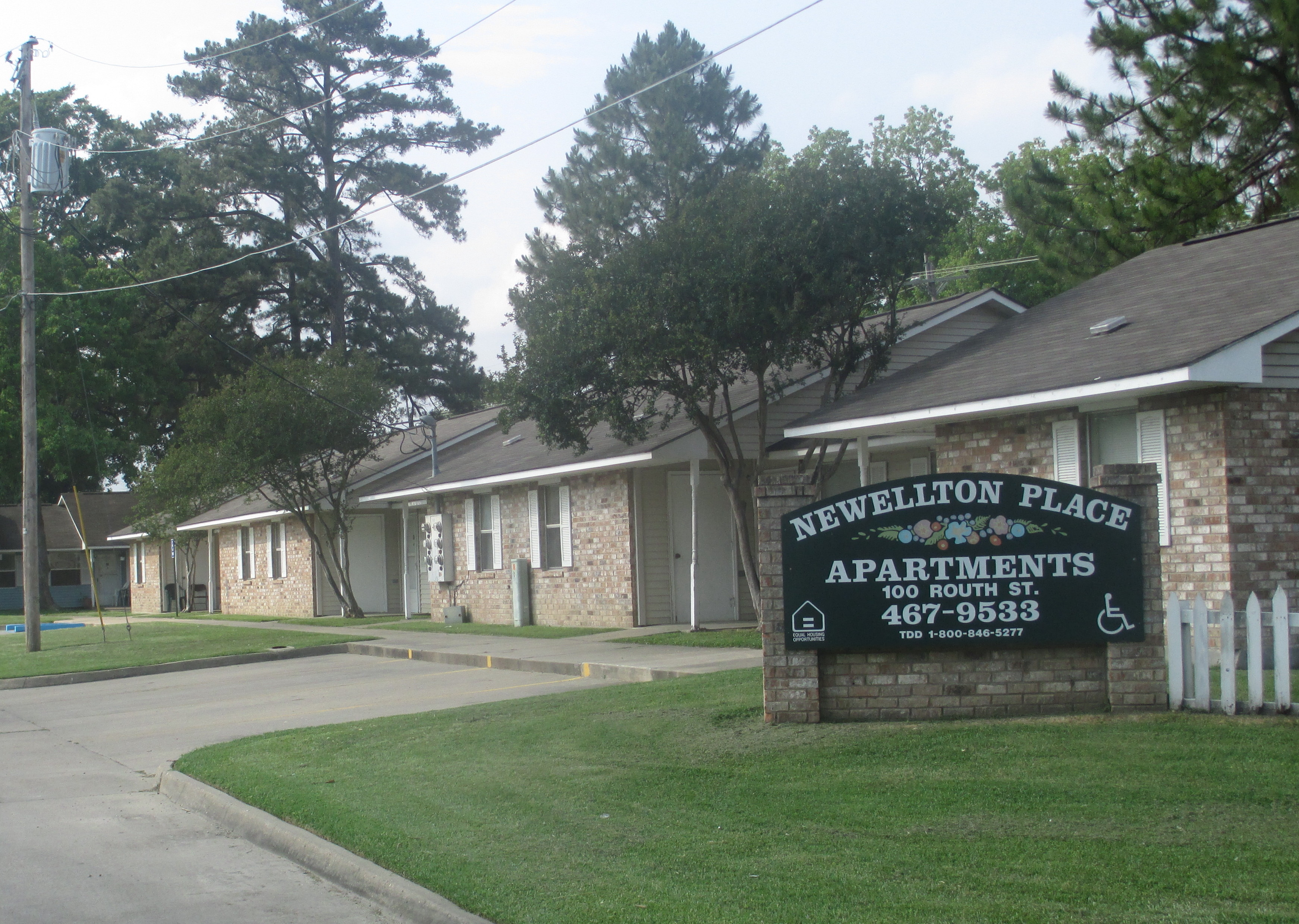
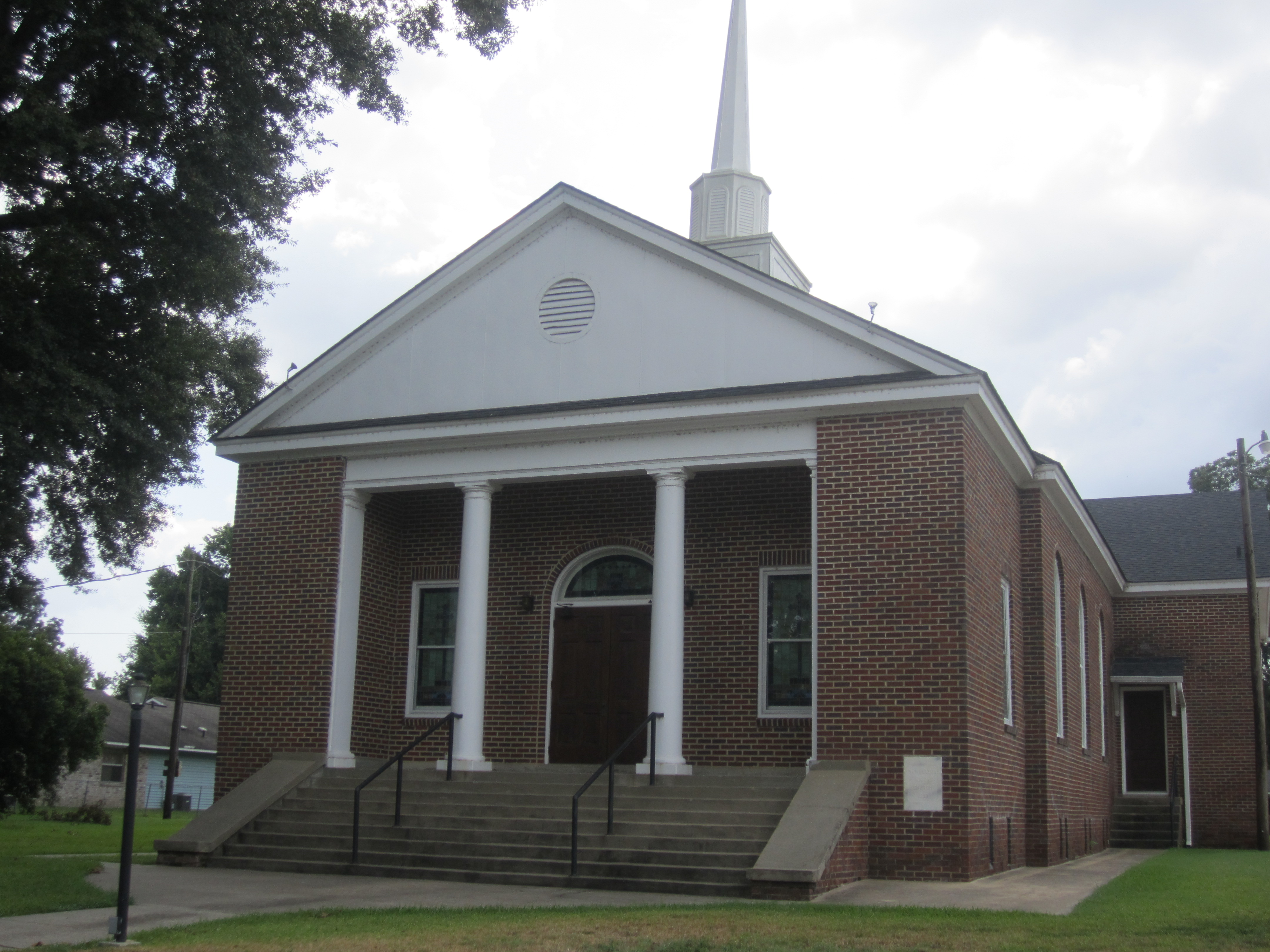
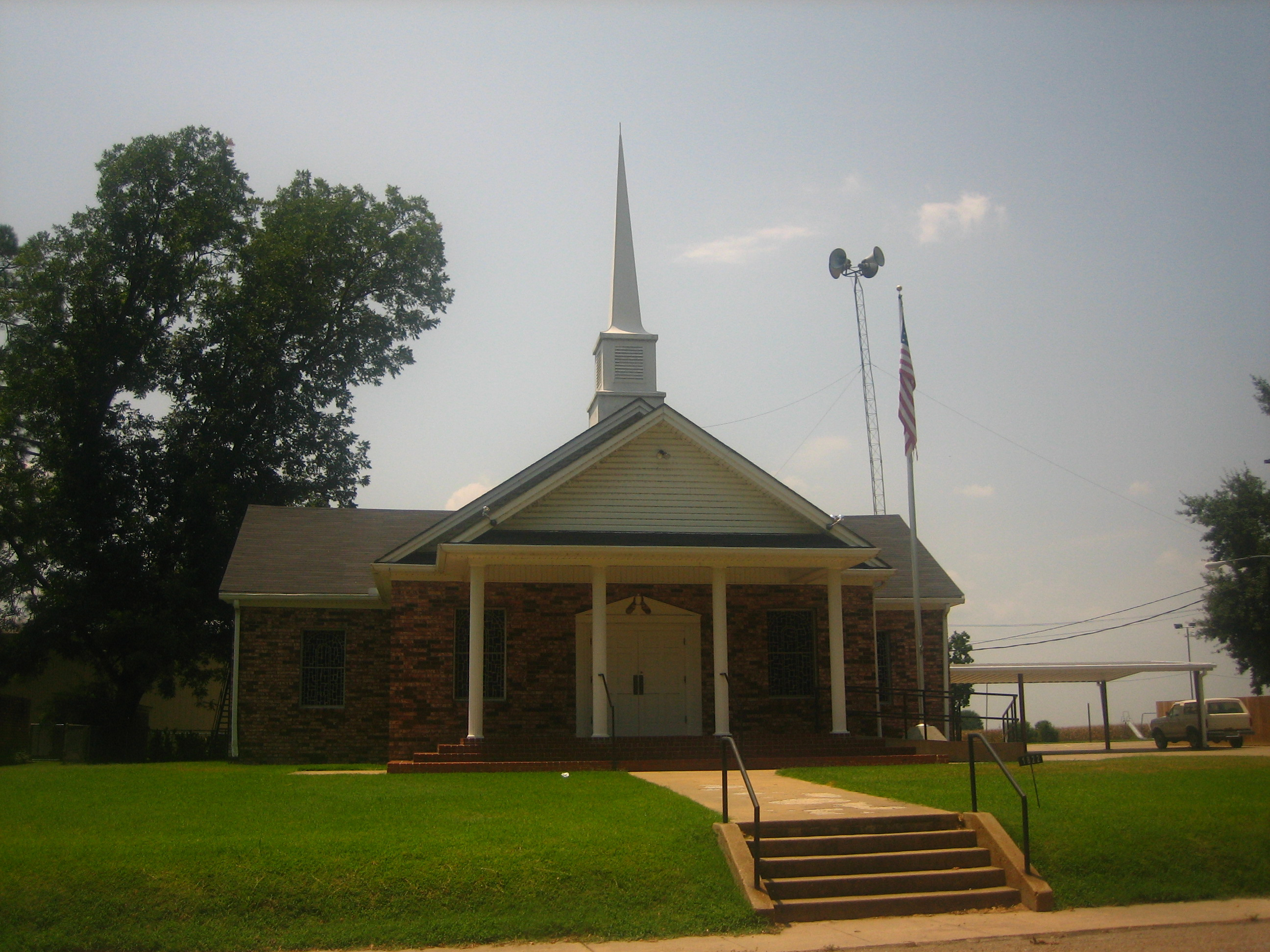
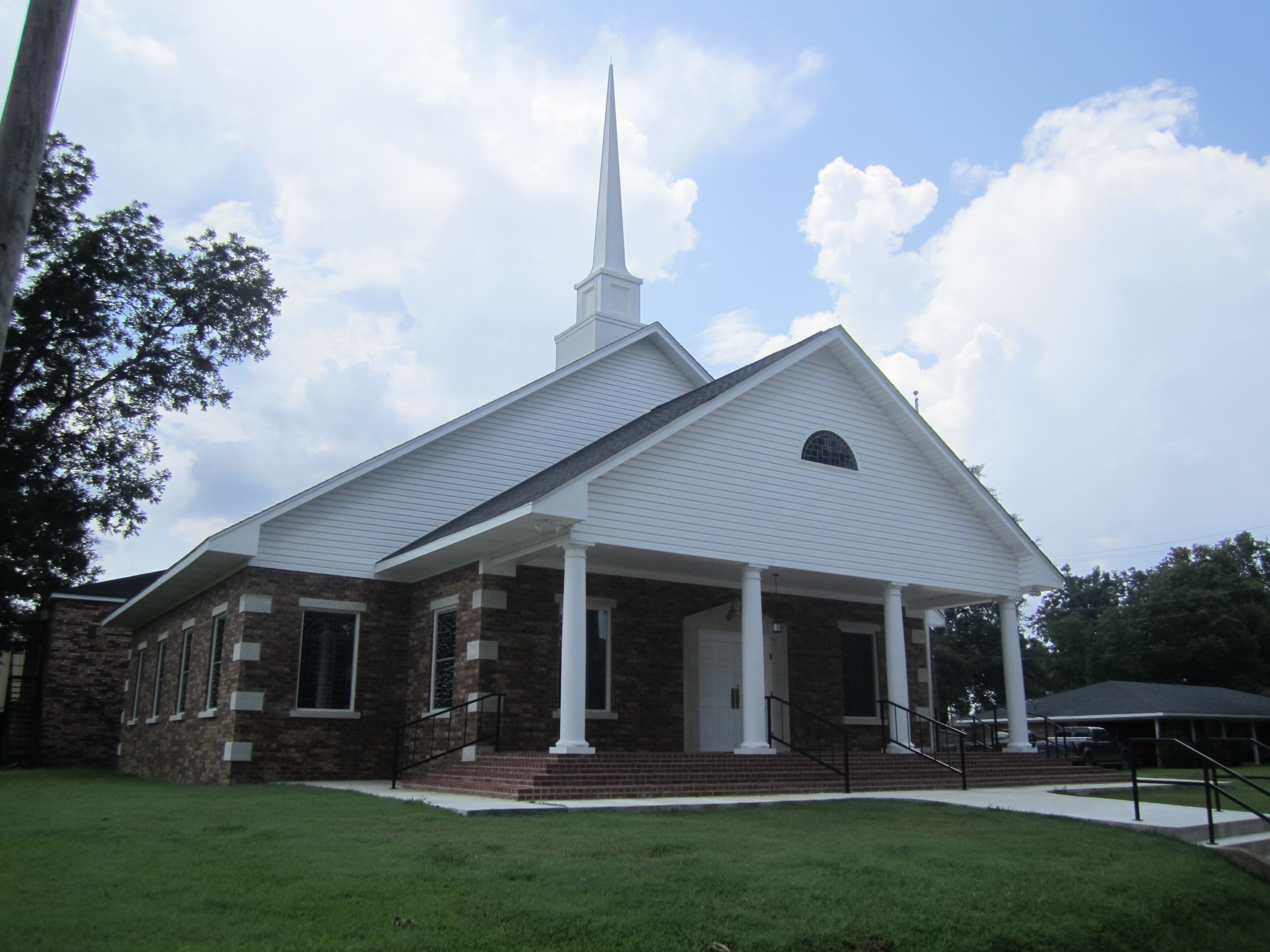
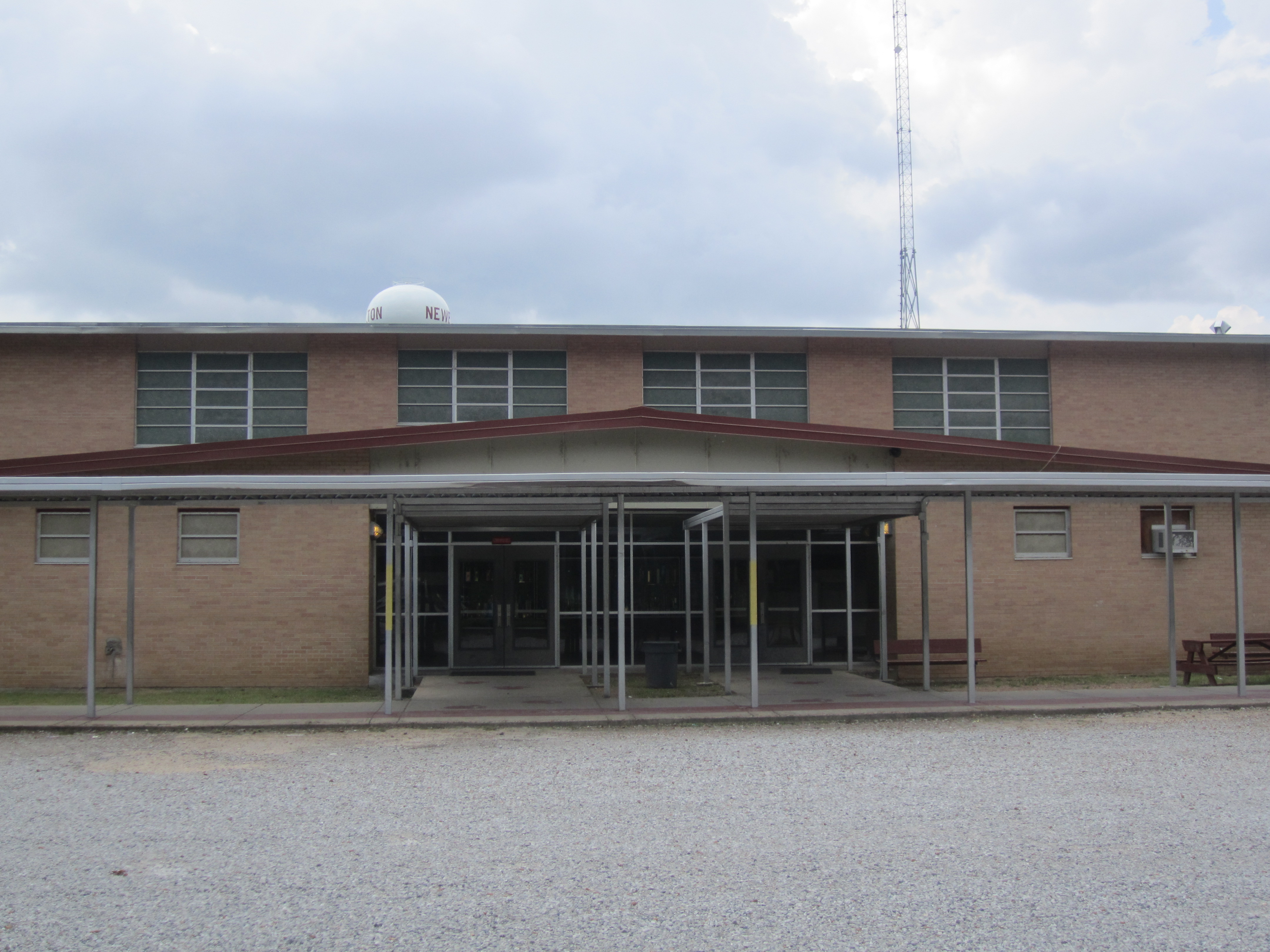
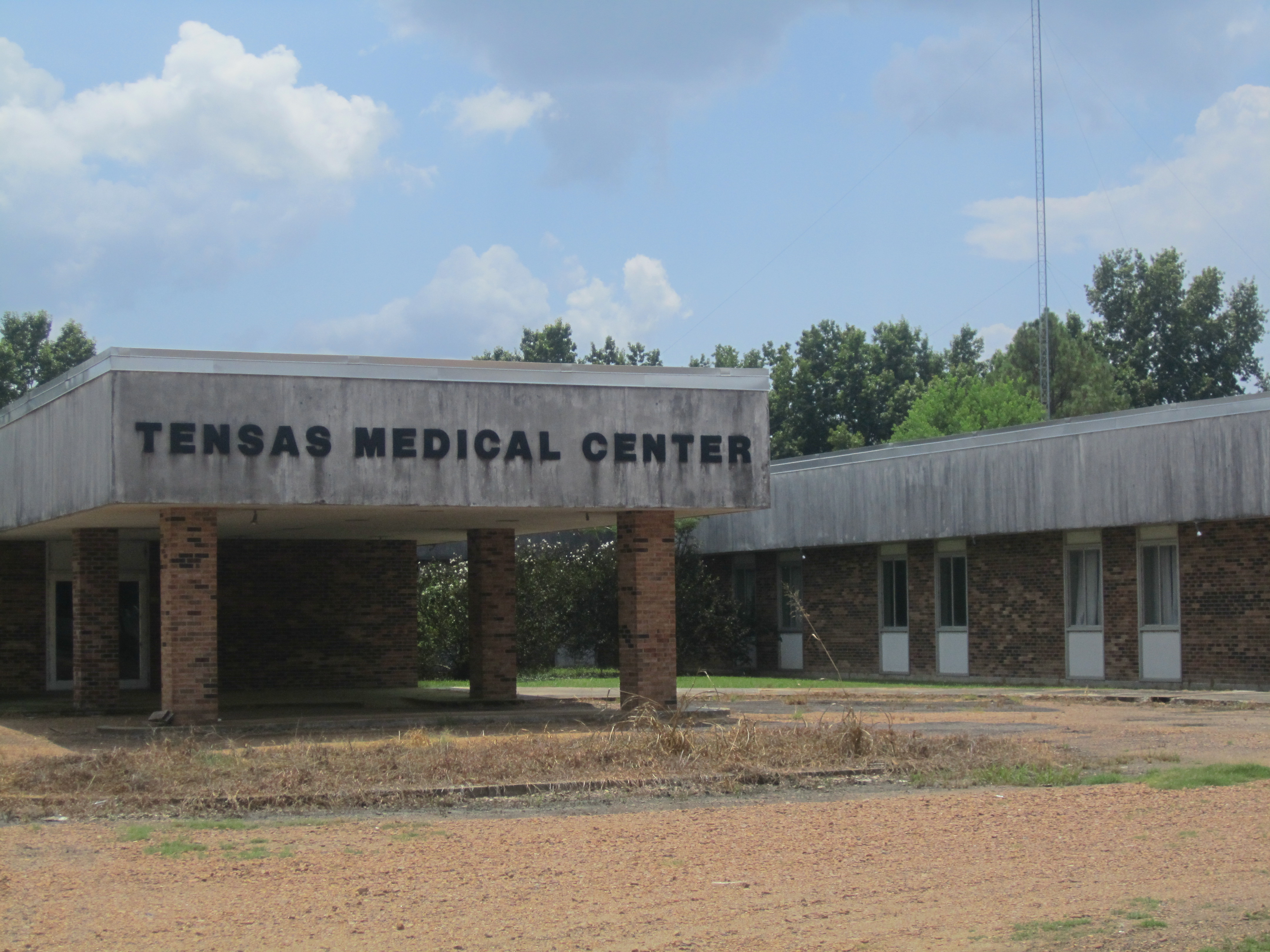
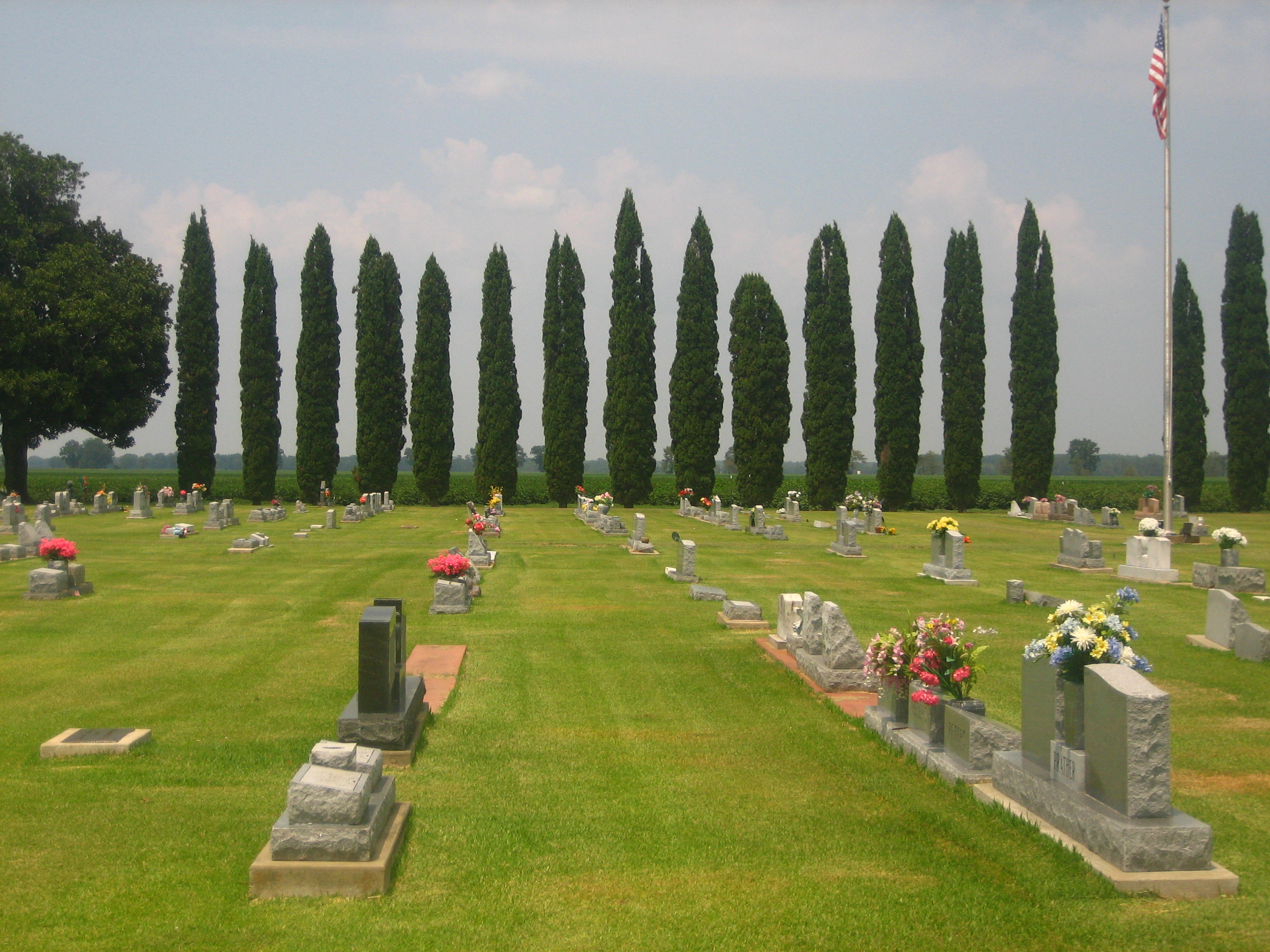